# Theodor Noa

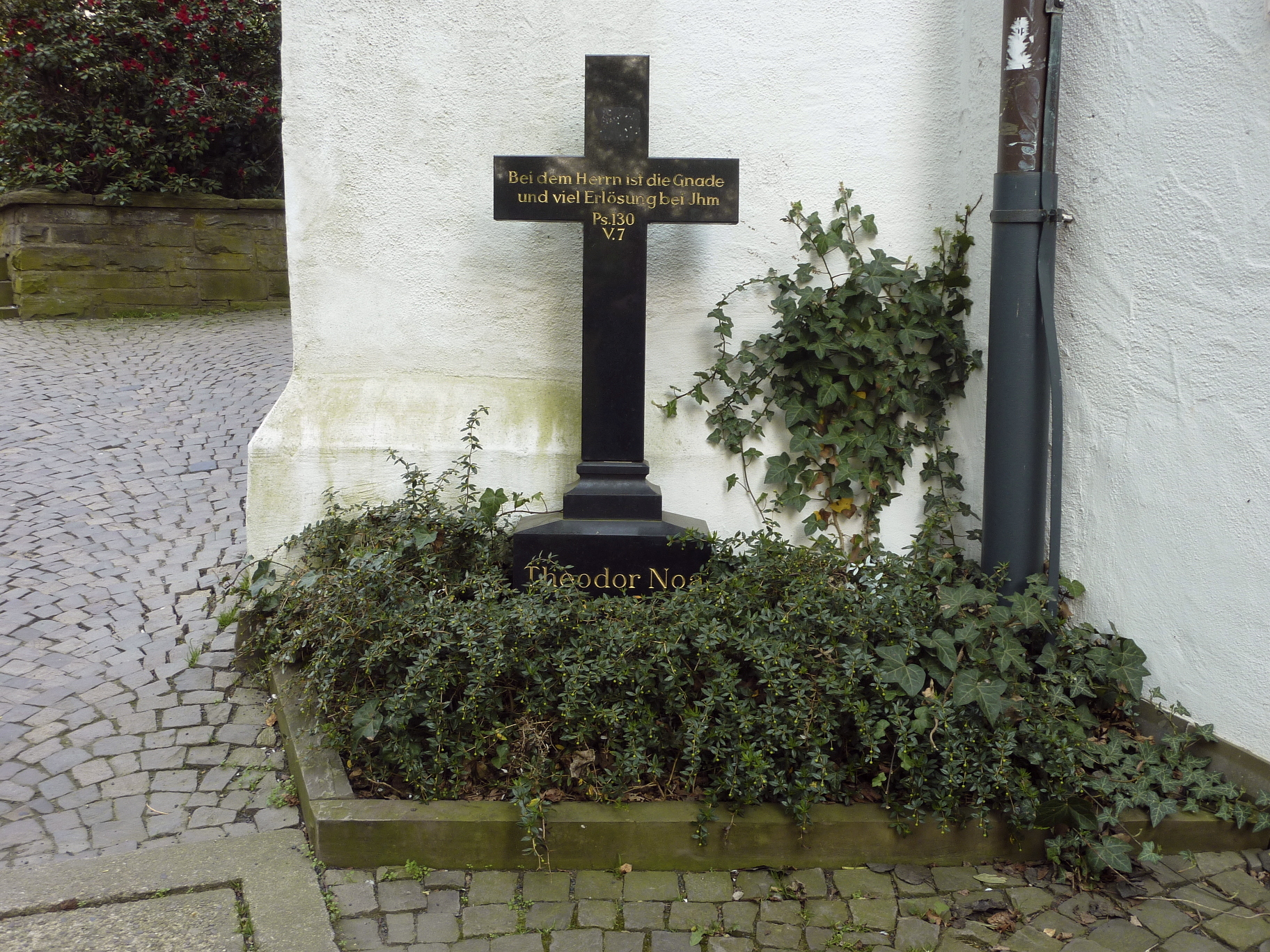
Das Grabkreuz Theodor Noas an der ev. Nikolaikirche in der Stadt Siegen
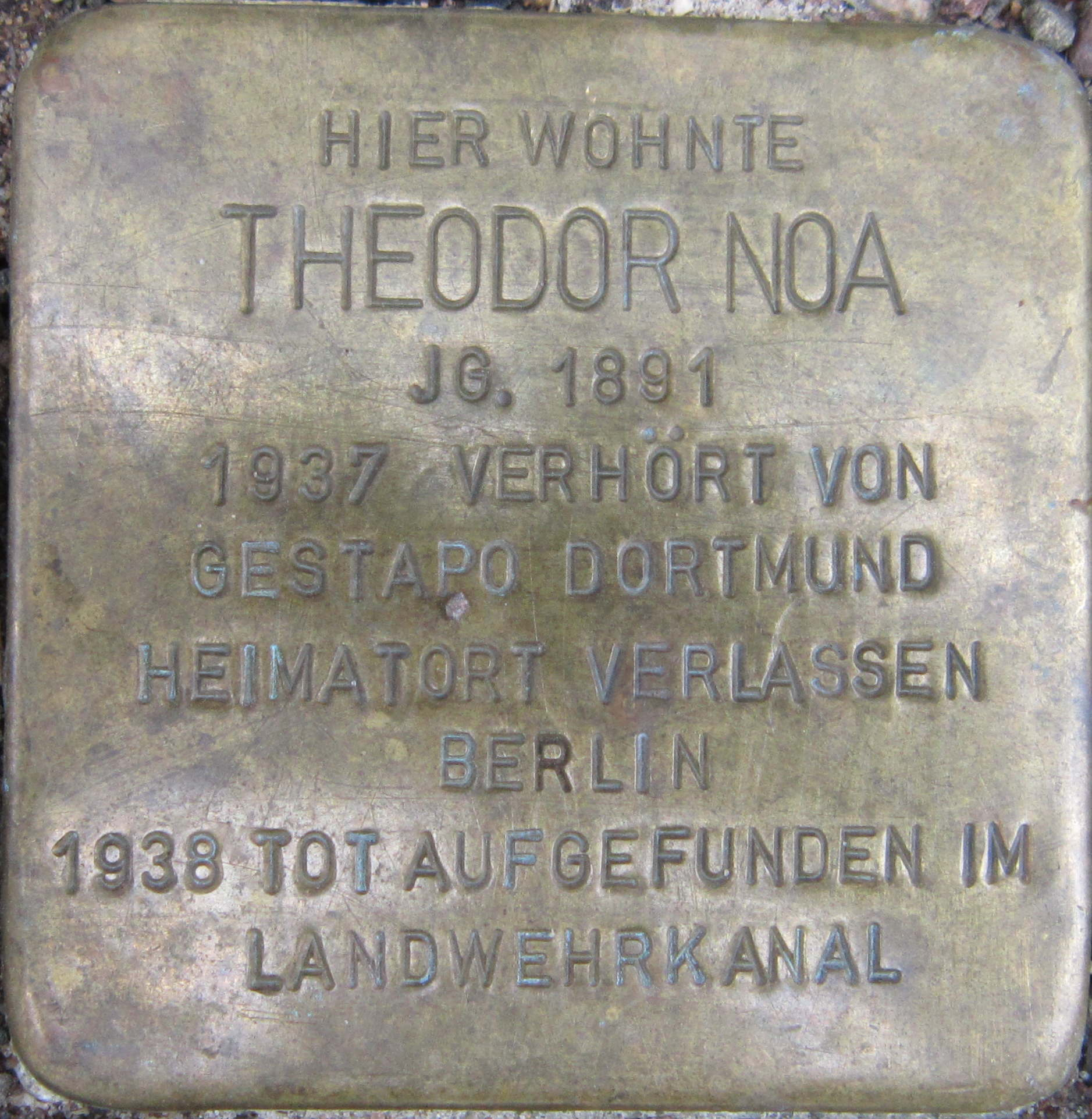
Stolperstein in Siegen

Theodor Paulus Walter Noa (* 10. Mai 1891 in Görlsdorf in der Neumark; † 14. März 1938 in Berlin) war ein deutscher evangelischer Pfarrer.

## Leben
Er war Sohn von Pfarrer Theodor Noa und seiner Ehefrau Elise. Sein Vater starb, als er ein halbes Jahr alt war. Er besuchte die Vorschule des Fürstlichen Gymnasiums in Sondershausen. Im Alter von sieben Jahren zog er zur Schwester der Mutter und deren Mann, Pfarrer Mätzold in Dresden. Dort besuchte er von 1901 bis 1911 das Wettiner Gymnasium. Er nahm an Schülerbibelkreisen teil. Zwischen 1911 und 1914 studierte er evangelische Theologie in Leipzig, Bethel und Halle an der Saale.
Wegen des Beginns des Ersten Weltkrieges legte er das erste theologische Examen als Notprüfung ab. Danach meldete er sich freiwillig zum Kriegsdienst. Noch 1914 verlobte er sich mit Martha Krumme aus Bad Salzuflen. Nach der Ausbildung leistete er ab 1915 Kriegsdienst und stieg bis 1917 zum Leutnant der Reserve und 1918 zum Kompanieführer auf. Er wurde mit dem Eisernen Kreuz I. und II. Klasse sowie dem Ritterkreuz der II. Klasse des Königl. Sächs. Albrechtsordens mit Schwertern ausgezeichnet. Am ersten Dezember 1918 wurde er aus dem Militärdienst entlassen.
Er wurde Lehrvikar in der Neuenstädter Kirchengemeinde in Bielefeld bei den Pfarrern Michaelis und Wilhelm Kuhlo. In seiner Examensarbeit beschäftigte er sich mit dem Verhältnis von Sozialismus und Christentum. Nach der Ablegung des 2. Theologischen Examen wurde er am 4. Januar 1920 zum evangelischen Pfarrer ordiniert. Seit 1920 war Noa Hilfspfarrer in Hagen mit dem Schwerpunkt Jugendpflege und Jugendfürsorge (Jugendpfarrer). Diese Position behielt er bis 1927. Danach war er Pfarrer in Siegen. Auch überörtlich hinaus wirkte er in der kirchlichen Jugendarbeit unter anderem als Vorsitzender der Schülerbibelkreise in Westfalen. Außerdem hat er die Jugendschullandheime Berchum bei Hagen und Beienbach bei Siegen mit aufgebaut.
Politisch engagierte er sich für den Evangelischen Volksdienst, einer Partei der von Adolf Stoecker begründeten und von dessen Schwiegersohn Reinhard Mumm fortgeführten christlich-sozialen Bewegung, die bis Ende 1929 als Strömung der DNVP angehört hatte und für ihren Antisemitismus bekannt war. In der Endphase der Weimarer Republik wandte Noa sich gegen die NSDAP. Deren regionale Gliederung griff ihn an und diffamierte ihn als „jüdischen Mischling 2. Grades“.
Während der Zeit des Nationalsozialismus schloss sich Noa dem Pfarrernotbund und der Bekennenden Kirche an. Im Jahr 1937 verschwand er unter nicht geklärten Umständen. Er wurde im Landwehrkanal bei Berlin-Spandau am 14. März 1938 tot aufgefunden. Warum er sich in Berlin aufhielt, ist unbekannt. Ob er sich das Leben nahm – er war hoch verschuldet – oder wegen seiner Haltung ermordet wurde, ist ebenfalls unbekannt.
Er war Verfasser mehrerer kirchlicher Schriften. Nach Noa sind mehrere Straßen und kirchennahe Einrichtungen benannt. Im Jahr 1983 wurde auf Initiative einer Jugendgruppe sein Grabkreuz von Berlin nach Siegen gebracht. Es befindet sich heute an der Nordseite der Nikolaikirche. Eine neben dem Grabmal angebrachte Infotafel informiert über das Wirken des Pfarrers.